# Sant Martí de Montcortès
Sant Martí de Montcortès és l'església parroquial del poble de Montcortès, de l'antic terme municipal de Montcortès de Pallars, i de l'actual de Baix Pallars, a la comarca del Pallars Sobirà.
Està situada en el mateix poble de Montcortès, a la part central d'aquesta població.

## Descripció
Església de reduïdes dimensions d'una sola nau amb capçalera rectangular a l'est i porta d'arc de mig punt a la façana oest, per sobre de la qual s'obre un ull de bou. Al costat nord de la façana s'aixeca el campanar de secció octogonal que finalitza en un agut capitell. Els paraments exteriors són de pedra vista, sense desbastar i de dimensions reduïdes, excepte a la façana oest i el campanar, que presenten un arrebossat blanc. Cobreix la nau una volta de canó i, per sobre d'aquesta, deixant un espai intermedi amb galeria coberta a l'exterior, hi ha el teulat a dues aigües.